# Rotherham United Football Club
O Rotherham United Football Club é um clube de futebol da Inglaterra. Atualmente disputa a EFL League One, que é equivalente a terceira Divisão do Campeonato Inglês. O clube manda seus jogos no New York Stadium desde 2012, depois de jogar de 2008 a 2012 pelo Don Valley Stadium e também do Milmoor Ground de 1925 a 2008. O estádio tem capacidade para 12.021 lugares.

## Títulos
- Campeonato Inglês da Terceira Divisão: 2

(1950-51) e (1980-81)
- Campeonato Inglês da Quarta Divisão: 1

(1988-89)
- EFL Trophy: 2

(1995-96, 2021-22)

## Elenco atual
Atualizado em 15 de janeiro de 2025.
Legenda
- : Capitão
- : Jogador suspenso
- : Jogador lesionado
- : Jogadores Emprestados